# TV Globo

Logo gebruikt tot 2021

TV Globo (voorheen Rede Globo) is het grootste Braziliaans televisiebedrijf en televisienetwerk.
Het werd opgericht in 1965 door Roberto Marinho. Het hoofdkantoor is gevestigd in Rio de Janeiro. Ongeveer 200 miljoenen mensen kijken dagelijks naar het kanaal. Het is het op één na grootste televisienetwerk ter wereld: alleen ABC is groter.